# Comephoronema trichiae
Comephoronema trichiae is een rondwormensoort uit de familie van de Cystidicolidae. De wetenschappelijke naam van de soort is voor het eerst geldig gepubliceerd in 1991 door Arya.